# Обрыв (рельеф)

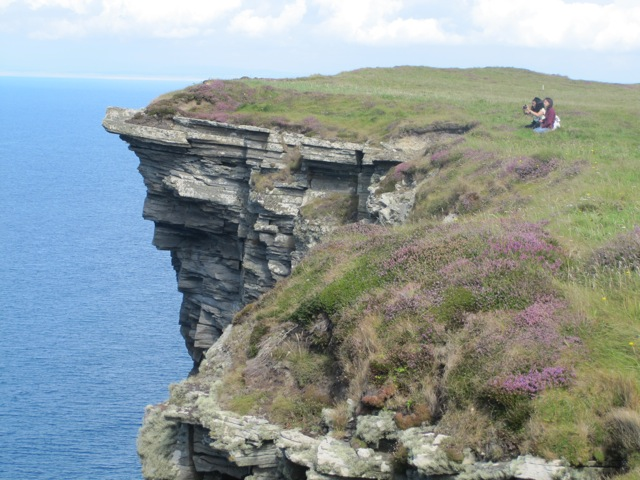
Нависающий обрыв на берегу моря, утёсы Мохер, Ирландия

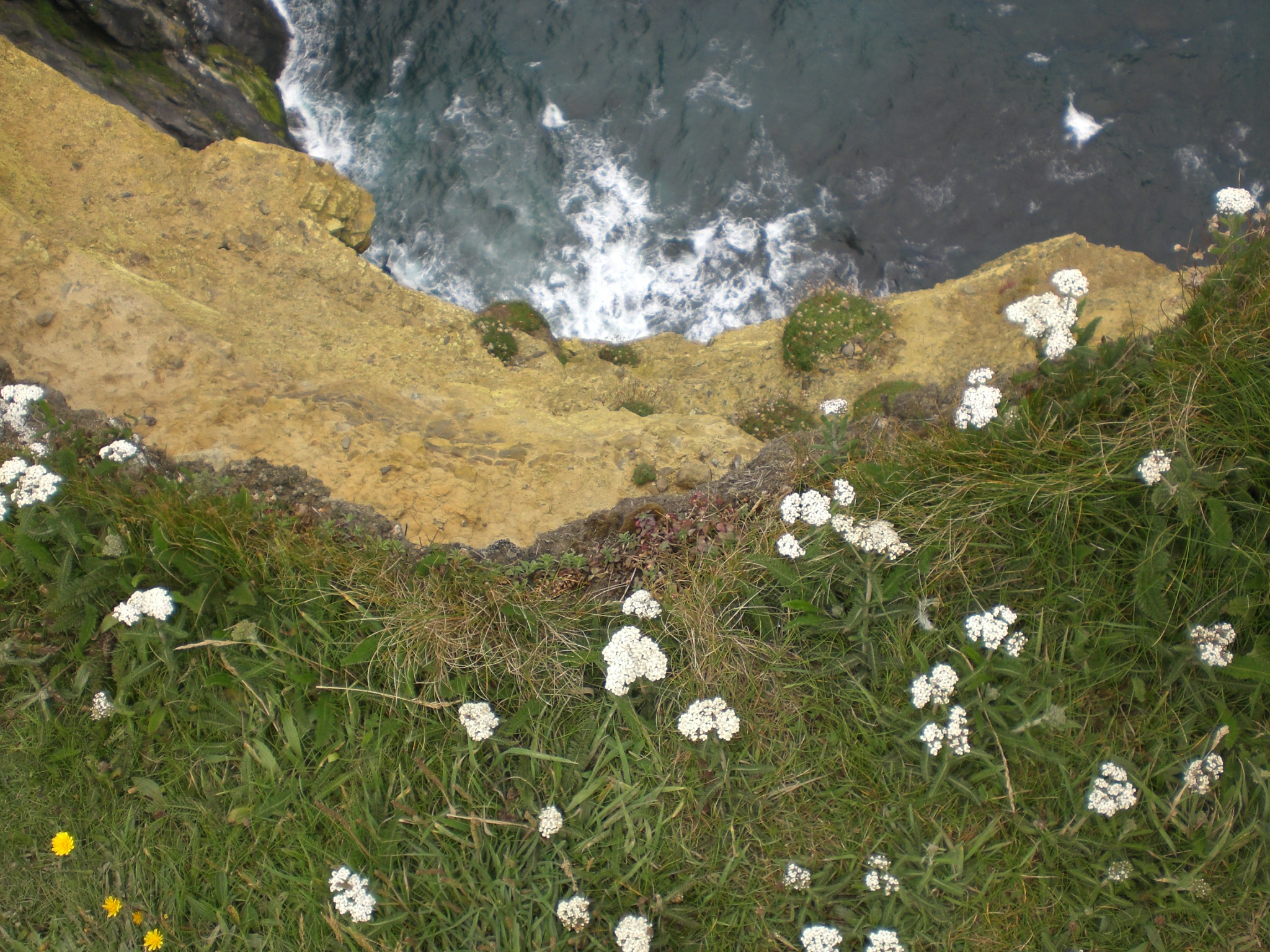
Вид с обрыва вниз, там же

Обрыв (также круча) — очень крутой, приближающийся к вертикальному, вплоть до отвесного (90°), или даже нависающий (с обратным уклоном) склон или вертикальный утёс. В горах обрывы, как правило, являются преобладающей формой склонов. Формируются в результате действия рельефообразующих геологических процессов, протекающих на суше и на дне морей и океанов, или разрушения берегов рек, морей и океанов под действием прибоя. Горизонтальная, или близкая к таковой, площадка на краю обрыва называется уступ. Обрыв морского берега называется береговым обрывом или абразионным уступом, отвесный абразионный обрыв — клифом.